# Hans Kisky
Hans Kisky (* 30. Juni 1920; † 14. Dezember 1965) war ein deutscher Kunsthistoriker und Denkmalpfleger.

## Leben
Hans Kisky war der Sohn des Archivars Wilhelm Kisky (1881–1953). Er studierte Kunstgeschichte und wurde am 18. März 1946 an der Universität zu Köln zum Dr. phil. promoviert. Von 1945 bis zu seinem Tode arbeitete er für das Rheinische Amt für Denkmalpflege.

## Veröffentlichungen (Auswahl)
Siehe Albert Verbeek: Bibliographie Hans Kisky. In: Jahrbuch der rheinischen Denkmalpflege 26, 1959–1964 (1966), S. 16–19.
- Anton Wonsam von Worms als Maler. Dissertation, Universität Köln 1946.
- Auf geschichtlichem Boden. Das Landeshaus in Köln. Köln 1959.
- 100 Jahre rheinische Glasmalerei. Teil I: Werkstätten Dr. H. Oidtmann, Linnich. Herausgeber: Landesbildstelle Rheinland, Verlag Gesellschaft für Buchdruckerei, Neuss 1959
- Burgen, Schlösser und Hofesfesten im Kreise Euskirchen. Verein der Geschichts- und Heimatfreunde des Kreises Euskirchen e. V., Euskirchen 1960.
- Schlösser und Herrensitze im Rheinland. Nach alten Stichen und Vorlagen (= Burgen, Schlösser, Herrensitze. Band 15). Weidlich, Frankfurt a. M. 1960.
- Hülchrath (= Rheinische Kunststätten Heft 9). Neuss 1964.